# 레피돌라이트

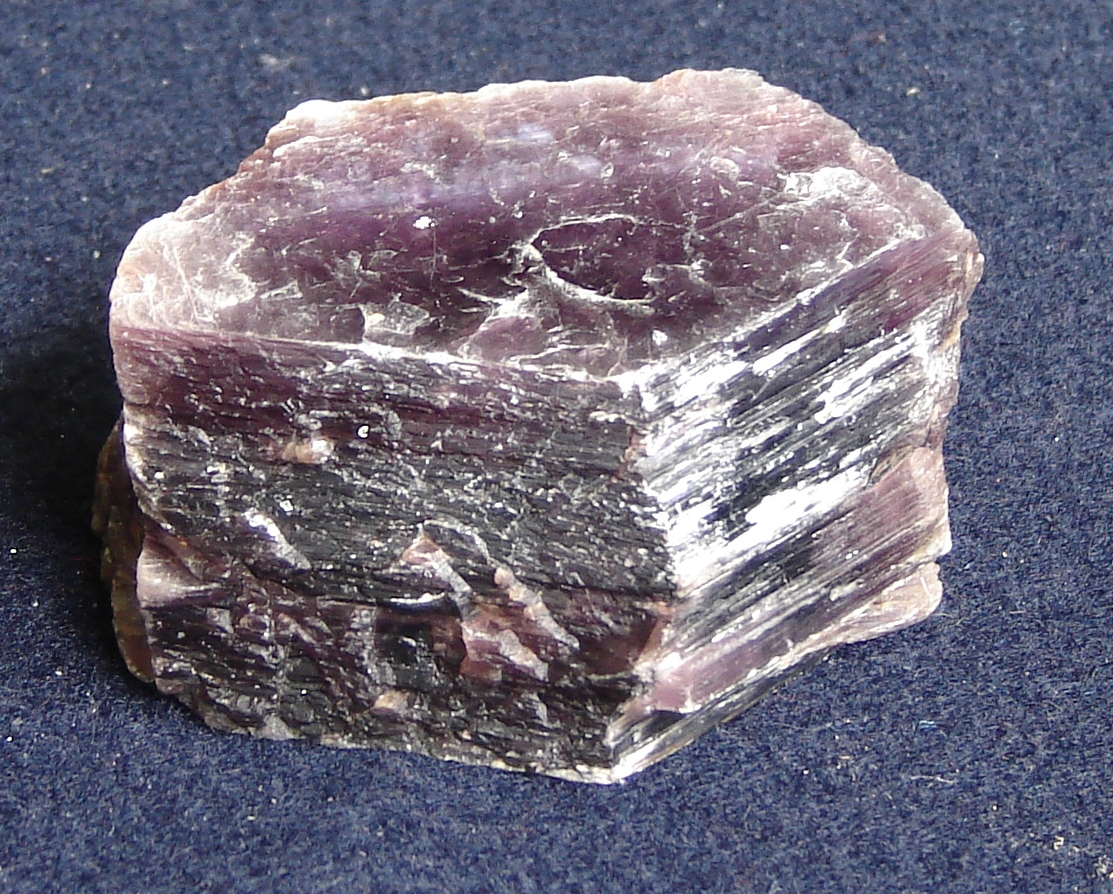

레피돌라이트(lepidolite)는 단사 정계에 속하며 리튬의 원료로 쓰인다. 홍운모(紅雲母) 또는 인운모(鱗雲母), 리티아운모 등으로도 불린다.